# Anca Grigoraș
Anca Grigoraș (Comănești, Rumania, 8 de noviembre de 1957) es una gimnasta artística subcampeona olímpica en 1976 en el concurso por equipos.

## Carrera deportiva
En los JJ. OO. de Montreal de 1976 consigue la plata por equipos, tras la Unión Soviética y por delante de Alemania del Este, siendo sus compañeras de equipo: Nadia Comăneci, Mariana Constantin, Georgeta Gabor, Gabriela Trușcă y Teodora Ungureanu.
En el Mundial que tuvo lugar en Estrasburgo (Francia) en 1978 ganó la plata en el concurso por equipos, tras la Unión Soviética y por delante de Alemania del Este, siendo sus compañeras en esta ocasión: Nadia Comăneci, Emilia Eberle, Marilena Neacsu, Teodora Ungureanu y Marilena Vladarau.